# Ultimate Prince
Az Ultimate Prince Prince válogatásalbuma, amely 2006. augusztus 22-én jelent meg. Kétlemezes válogatás, amelyen szerepelnek korábban megjelent legsikeresebb dalainak kislemez verziói és remixek, illetve B-oldalak.

## Megjelenés dátuma
Az album eredetileg 2006. március 14-én jelent volna meg Észak-Amerikában, de napokkal a kiadás előtt lemondták. Ez valószínűleg azért volt, mert Prince nem akart konkurenciát a 3121 albumának, amely egy héttel később jelent meg. Ennek ellenére több példányt is eladtak már belőle, mielőtt a visszahívás megtörtént volna. A második dátumot, a május 22-t szintén eltolták, majd lemondták az album kiadását és a jövője kérdéses volt. Három hónappal később, augusztus 22-én végül megjelent az válogatás.

## Kereskedelmi teljesítménye
Az album 61. helyen debütált a Billboard 200-on, a második héten visszaesett 123-ra és összesen 16 hetet töltött a listán.
A Prince halálát követő héten 40 ezer példányt adtak el az albumon, amely ezzel elérte legmagasabb pozícióját a Billboard 200-on a negyedikkel.
Az Egyesült Királyságban az album 24. helyen indított, a következő héten visszaesett a 29-re. Egy évvel később újra visszatért a slágerlistára a hatodik helyen. Prince 2016-os halála utáni héten 10. helyen tért vissza a UK Albums Charton, majd 2016 májusában elérte a legmagasabb pozícióját, a hármat. Platina minősítést kapott 2014-ben a Brit Hanglemezgyártók Szövetségétől (BPI).

## Számlista

### Eredeti album
| 1.  | I Wanna Be Your Lover (Single Edit)                                    | Prince (1979)                                            | 2:57 |
| 2.  | Uptown (Single Edit)                                                   | Dirty Mind (1980)                                        | 4:11 |
| 3.  | Controversy                                                            | Controversy (1981)                                       | 7:16 |
| 4.  | 1999 (Single Edit) (Prince & the Revolution)                           | 1999 (1982)                                              | 3:38 |
| 5.  | Delirious (Edit) (Prince & the Revolution)                             | 1999                                                     | 2:40 |
| 6.  | When Doves Cry (Single Version)                                        | Purple Rain (1984)                                       | 3:47 |
| 7.  | I Would Die 4 U (Single Version) (Prince & the Revolution)             | Purple Rain                                              | 2:58 |
| 8.  | Purple Rain (performed by Prince & the Revolution)                     | Purple Rain                                              | 8:41 |
| 9.  | Sign "☮" the Times (Single Edit)                                       | Sign o' the Times (1987)                                 | 3:42 |
| 10. | I Could Never Take the Place of Your Man (Edit)                        | Sign o' the Times                                        | 3:41 |
| 11. | Alphabet St.                                                           | Lovesexy (1988)                                          | 5:38 |
| 12. | Diamonds and Pearls (Edit) (Prince & the New Power Generation)         | Diamonds and Pearls (1991)                               | 4:20 |
| 13. | Gett Off (Prince & the New Power Generation)                           | Diamonds and Pearls                                      | 4:31 |
| 14. | Money Don't Matter 2 Night (Prince & the New Power Generation)         | Diamonds and Pearls                                      | 4:47 |
| 15. | 7 (Single Version) (performed by Prince & the New Power Generation)    | Love Symbol (1992)                                       | 5:08 |
| 16. | Nothing Compares 2 U (Live) (Rosie Gaines-zel)                         | The Hits/The B-Sides (1993) (eredeti előadó: The Family) | 5:04 |
| 17. | My Name is Prince (Single Version) (Prince & the New Power Generation) | Love Symbol Album                                        | 4:04 |

| 1.  | Let's Go Crazy (Special Dance Mix) (Prince & the Revolution)     | Purple Rain                       | 7:36 |
| 2.  | Little Red Corvette (Dance Mix)                                  | 1999                              | 8:27 |
| 3.  | Let's Work (Dance Remix)                                         | Controversy                       | 8:06 |
| 4.  | Pop Life (Fresh Dance Mix) (Prince & the Revolution)             | Around the World in a Day (1985)  | 6:18 |
| 5.  | She's Always In My Hair (12" Version) (Prince & the Revolution)  | "Raspberry Beret" kislemez (1985) | 6:32 |
| 6.  | Raspberry Beret (Extended 12" Version) (Prince & the Revolution) | Around the World in a Day         | 6:34 |
| 7.  | Kiss (Extended Version) (Prince & the Revolution)                | Parade (1986)                     | 7:17 |
| 8.  | U Got the Look (Long Look)                                       | Sign o' the Times                 | 6:43 |
| 9.  | Hot Thing (Extended Remix)                                       | Sign o' the Times                 | 8:31 |
| 10. | Thieves in the Temple (Remix)                                    | Graffiti Bridge (1990)            | 8:08 |
| 11. | Cream (N.P.G. Mix Edit) (Prince & the New Power Generation)      | Diamonds and Pearls               | 4:52 |

### Promocionális verzió

#### Kétlemezes promó
| 1.  | Purple Medley (The Artist Formerly Known As Prince)             | 11:04 |
| 2.  | I Wanna Be Your Lover (Single Edit)                             | 2:57  |
| 3.  | Uptown (Edit)                                                   | 4:11  |
| 4.  | Controversy (LP Version)                                        | 7:15  |
| 5.  | 1999 (Edit) (Prince & the Revolution)                           | 3:38  |
| 6.  | Little Red Corvette (Dance Remix) (Prince & the Revolution)     | 8:22  |
| 7.  | Irresistible Bitch (Prince & the Revolution)                    | 4:11  |
| 8.  | Let's Go Crazy (Special Dance Mix) (Prince & the Revolution)    | 7:35  |
| 9.  | Erotic City (12" Version)                                       | 7:22  |
| 10. | I Would Die 4 U (Single Version) (Prince & the Revolution)      | 2:57  |
| 11. | When Doves Cry (Edit)                                           | 3:47  |
| 12. | Purple Rain (Prince & the Revolution)                           | 8:41  |
| 13. | Pop Life (Fresh Dance Mix) (Prince & the Revolution)            | 6:18  |
| 14. | She's Always in My Hair (12" Version) (Prince & the Revolution) | 6:32  |
| 15. | Raspberry Beret (12" Version) (Prince & the Revolution)         | 6:32  |

| 1.  | Kiss (Extended Version) (Prince & the Revolution)                         | 7:15 |
| 2.  | Sign "O" the Times (Single Edit)                                          | 3:42 |
| 3.  | U Got the Look (Long Look)                                                | 6:43 |
| 4.  | I Could Never Take the Place of Your Man (Edit)                           | 3:41 |
| 5.  | Hot Thing (Extended Remix)                                                | 8:33 |
| 6.  | Alphabet St.                                                              | 5:39 |
| 7.  | Thieves in the Temple (Remix)                                             | 8:08 |
| 8.  | Diamonds and Pearls (Edit) (Prince & The New Power Generation)            | 4:20 |
| 9.  | Gett Off (Prince & The New Power Generation)                              | 4:31 |
| 10. | Money Don't Matter 2 Night (Prince & the New Power Generation)            | 4:48 |
| 11. | Cream (N.P.G. Mix Edit) (Prince & the New Power Generation)               | 4:51 |
| 12. | 7 (Acoustic Version)                                                      | 3:54 |
| 13. | Sexy Mutha (Clean Remix of Sexy M.F.) (Prince & the New Power Generation) | 3:55 |
| 14. | Nothing Compares 2 U (Live) (Rosie Gainesszel)                            | 5:04 |
| 15. | My Name is Prince (Single Version) (Prince & the New Power Generation)    | 4:03 |

#### In-house promó
1. "Purple Medley"
2. "I Wanna Be Your Lover"
3. "Little Red Corvette" (Dance Mix)
4. "Let's Go Crazy" (Special Dance Mix)
5. "Erotic City" (12" Version)
6. "Kiss" (Extended Version)
7. "Money Don't Matter 2 Night"
8. "Cream"

## Közreműködők
Az AllMusic adatai alapján.
- Prince – hangszerelés, producer, hangmérnök, keverés, remix, hangszerek, ének
- Annette Atkinson – basszusgitár
- Tommy Barbarella – sampling
- Timothy Barr – basszusgitár
- Don Batts – hangmérnök
- Allen Beaulieu – fényképész
- Steve Beltran – keverés
- Mathieu Bitton – design
- Joe Blaney – hangmérnök, keverés
- Atlanta Bliss – rézfúvós, trombita, vokál
- Bonnie Boyer – orgona, vokál
- Gary Brandt – hangmérnök
- Denyse Buffum – brácsa
- Keith "KC" Cohen – keverés
- David Daoud Coleman – cselló
- Lisa Coleman – billentyűk, vokál
- David Z. – hangszerelés
- Damon Dickson – ütőhangszerek, háttérének
- Dr. Fink – billentyűk
- Shelia E – vendégelőadó
- Sheena Easton – vokál
- Mark Ettel – hangmérnök
- Dave Friedlander – hangmérnök
- Lowell Fulson – komponálás
- Rosie Gaines – orgona, sampling, vokál, háttérének
- Tom Garneau – hangmérnök, keverés
- Ron Garrett – remix asszisztens
- Mick Guzauski – hangmérnök, remix
- Ray Hahnfeldt – hangmérnök
- Michael Hutchinson – hangmérnök, remix
- Coke Johnson – hangmérnök
- Suzie Katayama – cselló
- Jeff Katz – fényképész
- Michael Koppelman – hangmérnök, keverés
- Matt Larson – hangmérnök
- Eric Leeds – rézfúvósok, fuvola, szaxofon, vokál
- David Leonard – hangmérnök
- Tony M. – rap, háttérének
- Peggy Mac – hangmérnök
- Jimmy McCracklin – komponálás
- Peggy McCreary – hangmérnök, keverés
- Wendy Melvoin – gitár, vokál
- Michael B. – dobok
- Eddie Miller – hangmérnök, keverés
- Bob Mockler – hangmérnök, remix
- New Power Generation – vendégelőadó
- Steve Noonan – hangmérnök
- Novi Novog – brácsa, hegedű
- Sid Page – hegedű
- Ross Pallone – hangmérnök
- Tim Penn – hangmérnök
- Shep Pettibone – vágó, producer, remix
- Brian Poer – hangmérnök
- The Revolution – vendégelőadó
- David Rivkin – hangmérnök
- Susan Rogers – hangmérnök
- Bob Rosa – keverés
- Levi Seacer, Jr. – basszusgitár, ritmusgitár, vokál, háttérének
- Sheila E. – dobok, ütőhangszerek, remix, vokál
- Shiela E – dobok, ütőhangszerek
- The Steeles
- Sonny T. – basszusgitár, háttérének
- David Tickle – hangmérnök
- Junior Vasquez – vágó
- Larry E. Williams – fényképész
- Laury Woods – brácsa
- Bobby Z – ütőhangszerek

## Slágerlisták
| Slágerlista (2016)                     | Legmagasabb pozíció |
| -------------------------------------- | ------------------- |
| Ausztrál Albumok (ARIA)                | 6                   |
| Osztrák Albumok (Ö3 Austria)           | 22                  |
| Belga Albumok (Ultratop Flanders)      | 46                  |
| Belga Albumok (Ultratop Wallonia)      | 52                  |
| Kanadai Albumok (Billboard)            | 12                  |
| Dán Albumok (Hitlisten)                | 6                   |
| Holland Albumok (Album Top 100)        | 39                  |
| Finn Albumok (Suomen virallinen lista) | 7                   |
| Francia Albumok (SNEP)                 | 18                  |
| Német Albumok (Offizielle Top 100)     | 19                  |
| Magyar Albumok (MAHASZ)                | 11                  |
| Ír Albumok (IRMA)                      | 3                   |
| Olasz Albumok (FIMI)                   | 23                  |
| Új-Zéland-i Albumok (RMNZ)             | 3                   |
| Norvég Albumok (VG-lista)              | 10                  |
| Portugál Albumok (AFP)                 | 14                  |
| Skót Albumok (OCC)                     | 3                   |
| Svéd Albumok (Sverigetopplistan)       | 7                   |
| Svájci Albumok (Schweizer Hitparade)   | 9                   |
| UK Albums (OCC)                        | 3                   |
| US Billboard 200                       | 6                   |

| Slágerlista (2016)               | Pozíció |
| -------------------------------- | ------- |
| Argentine Monthly Albums (CAPIF) | 9       |

## Minősítések
| Régió                    | Minősítés | Példányszám |
| ------------------------ | --------- | ----------- |
| Dánia (IFPI Denmark)     | Platina   | 20,000      |
| Új-Zéland (RMNZ)         | Platina   | 15,000      |
| Egyesült Királyság (BPI) | Platina   | 300,000     |